# 銼黃鱗魨
銼黃鱗魨，為輻鰭魚綱魨形目鱗魨亞目鱗魨科的其中一種，為熱帶海水魚，分布於西印度洋模里西斯及留尼旺海域，棲息在珊瑚礁、岩礁區，生活習性不明。